# Portbou
Portbou [pɔɾˈbɔw], seltener und nichtamtlich auch Port Bou, ist eine Gemeinde mit 1.082 Einwohnern (Stand: 2024) in der Comarca Alt Empordà in Katalonien an der Costa Brava, Spanien. Portbou ist ein Eisenbahnerort und liegt am südlichen Ende des Golfe du Lion zwischen den Bergen an der „Rattenbucht“. Portbou hat einen kleinen Strand und seit 2001 einen Sporthafen.

## Geographie
Der Ort Portbou liegt unmittelbar an der spanisch-französischen Grenze am südlichen Ende der Mittelmeerbucht Golfe du Lion. An der Mittelmeerküste befinden sich neben dem Hauptstrand Platja de Portbou mehrere Kies- und Sandstrände in den kleinen Buchten sowie einige Wasserhöhlen. Im Meer selbst erheben sich die zwei Felseninseln Illa de Cob Marí und Illa de Gatillepis aus dem Wasser.
Der kleine Fluss Ribera de Portbou durchfließt westlich des Ortes ein fünf Kilometer langes Tal und mündet in die Bucht Badia de Portbou, die ein Teil des Golf du Lion ist. Im Gemeindegebiet liegen auch mehrere Gebirgspässe und Berge. Der höchste Berg ist der Puig de Querroig mit 672 Metern. Weitere Berge sind: Puig de L’Ossetera (558 m), Puig de Collom (547 m), Puig de l’Aliga (527 m), Puig del Falco (375 m), Puig de la Farella (354 m), Puig Pelat (314 m), Puig del Claper (235 m) und Puig Cervera (205,7 m).

## Geschichte

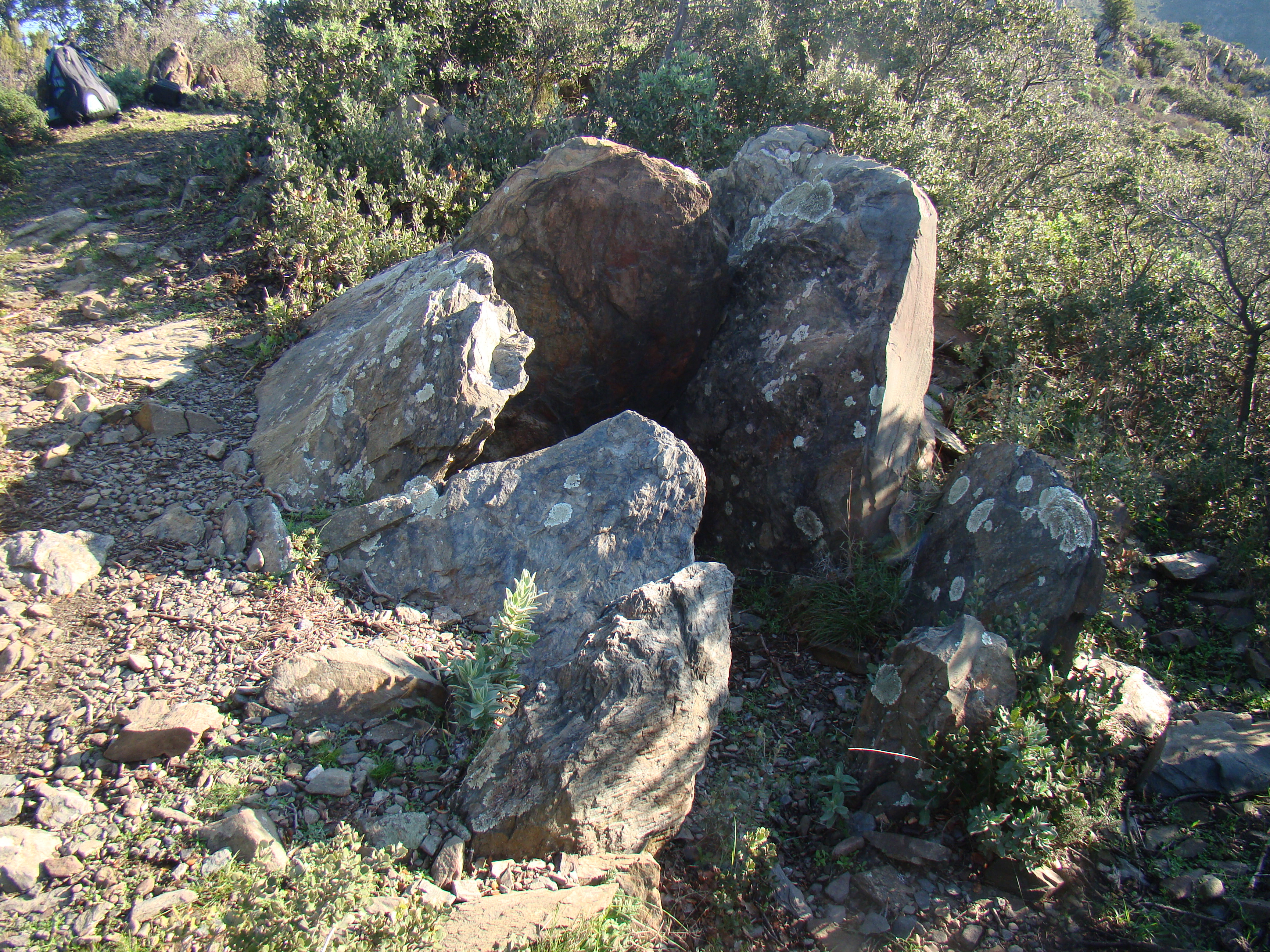
Dolmen vom Coll de la Farella

Durch den Pyrenäenfrieden von 1659 zwischen Spanien und Frankreich entstand nördlich von Portbou die Grenze zu Frankreich. Bereits 1872 wurde die Eisenbahnlinie und der internationale Bahnhof des Ortes eingeweiht. Der heutige Bahnhof wurde 1929 pünktlich zur Weltausstellung in Barcelona eröffnet. Das große Dach des Bahnhofs aus Glas und Eisen wurde nach einem Entwurf des Architekten Joan Torras i Guardiola erbaut.

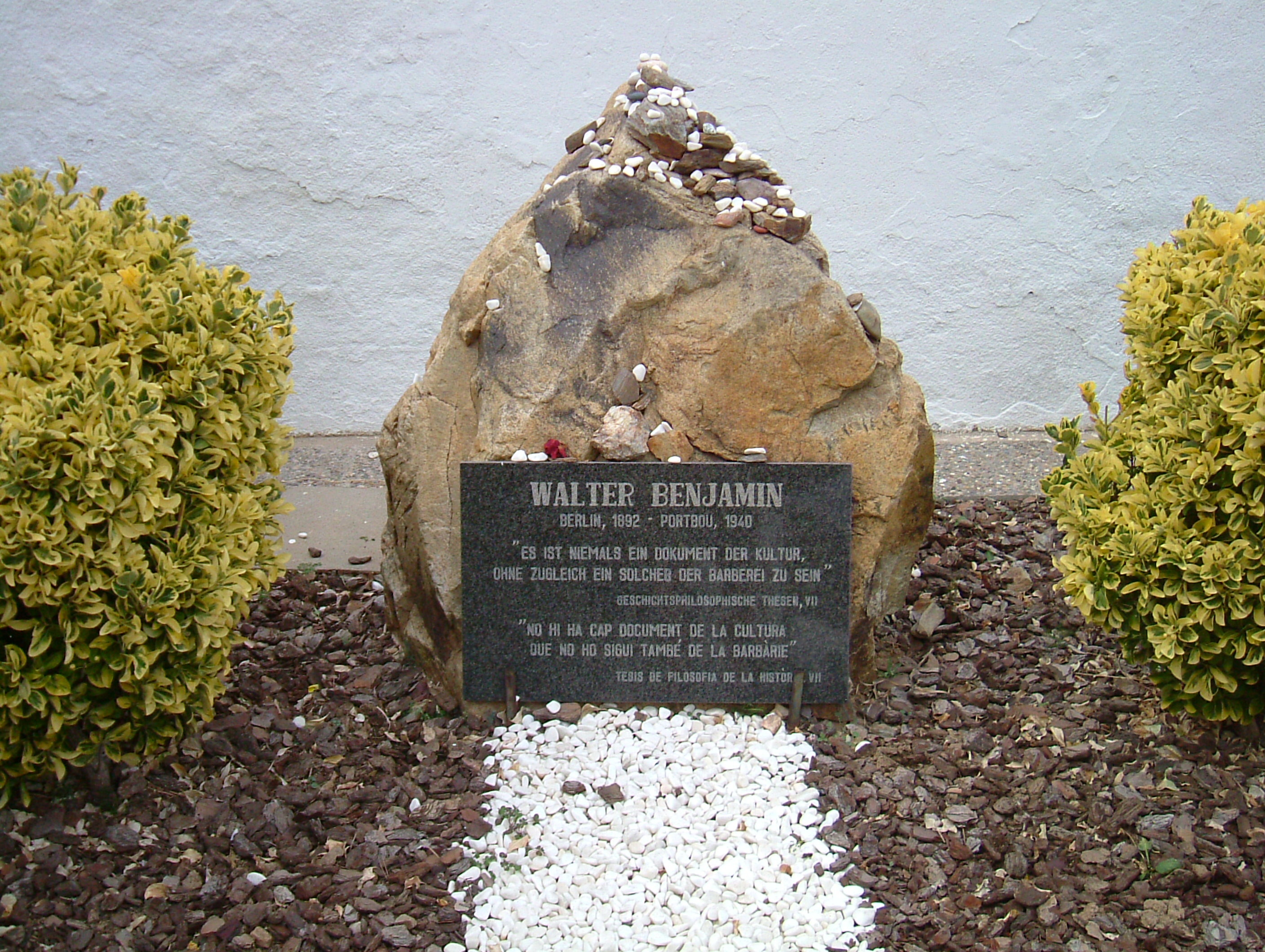
Grabmal für Walter Benjamin

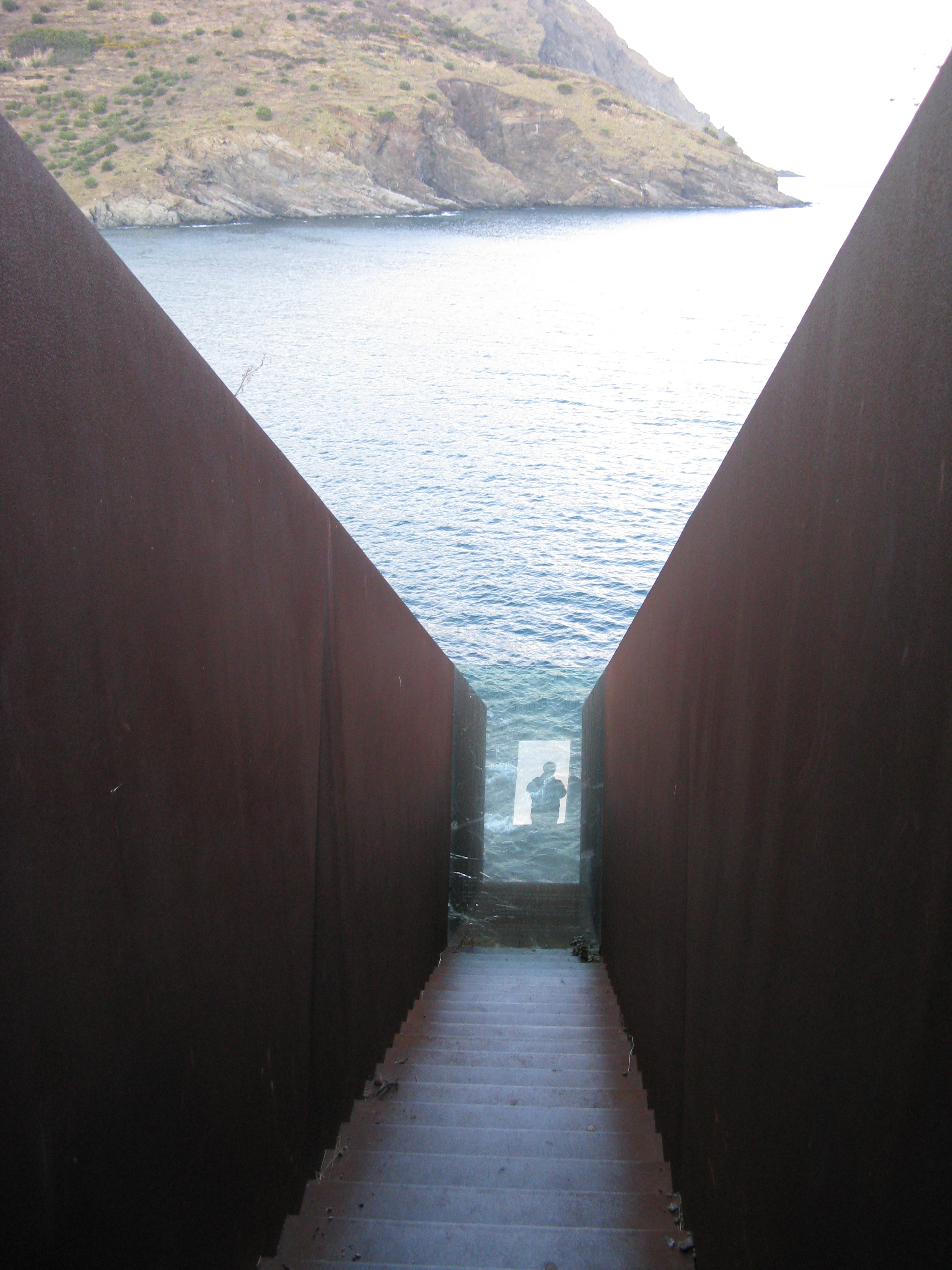
Sicht aus dem Inneren des begehbaren Walter-Benjamin-Memorials

In den Jahren 1934 bis 1944 war Portbou Sammelpunkt deutscher und französischer Emigranten, die von Fluchthelfern wie z. B. Varian Fry, Hans und Lisa Fittko über die Grenze gebracht wurden. Der deutsche Philosoph und Literaturkritiker Walter Benjamin flüchtete unter dramatischen Umständen am 25. und 26. September 1940 unter Begleitung von Lisa Fittko in den Grenzort. Die spanischen Behörden ließen den Flüchtenden jedoch eines neuen Dekrets wegen nicht einreisen, sondern wollten ihn zurück nach Frankreich schicken, worauf sich Benjamin in der Nacht vom 26. auf den 27. September 1940 im Hotel Francia de Portbou das Leben nahm, um seiner Auslieferung zu entgehen. Daran erinnert die in Portbou errichtete begehbare Landschaftsskulptur Passagen des israelischen Künstlers Dani Karavan. Auch befindet sich auf dem Friedhof von Portbou ein Gedenkstein zur Erinnerung an Walter Benjamin. Musikalisch wie szenisch wurde Benjamins Tod in der Oper Shadowtime von Charles Bernstein (Libretto) und Brian Ferneyhough (Komposition) verarbeitet.

## Politik
Bürgermeister (Alcalde) von Portbou ist Gael Rodríguez Garrido. Im Gemeinderat (Ajuntament) verfügen nach den letzten Wahlen von 2023 die PSC über sechs, Junts über drei Sitze.

## Verkehr

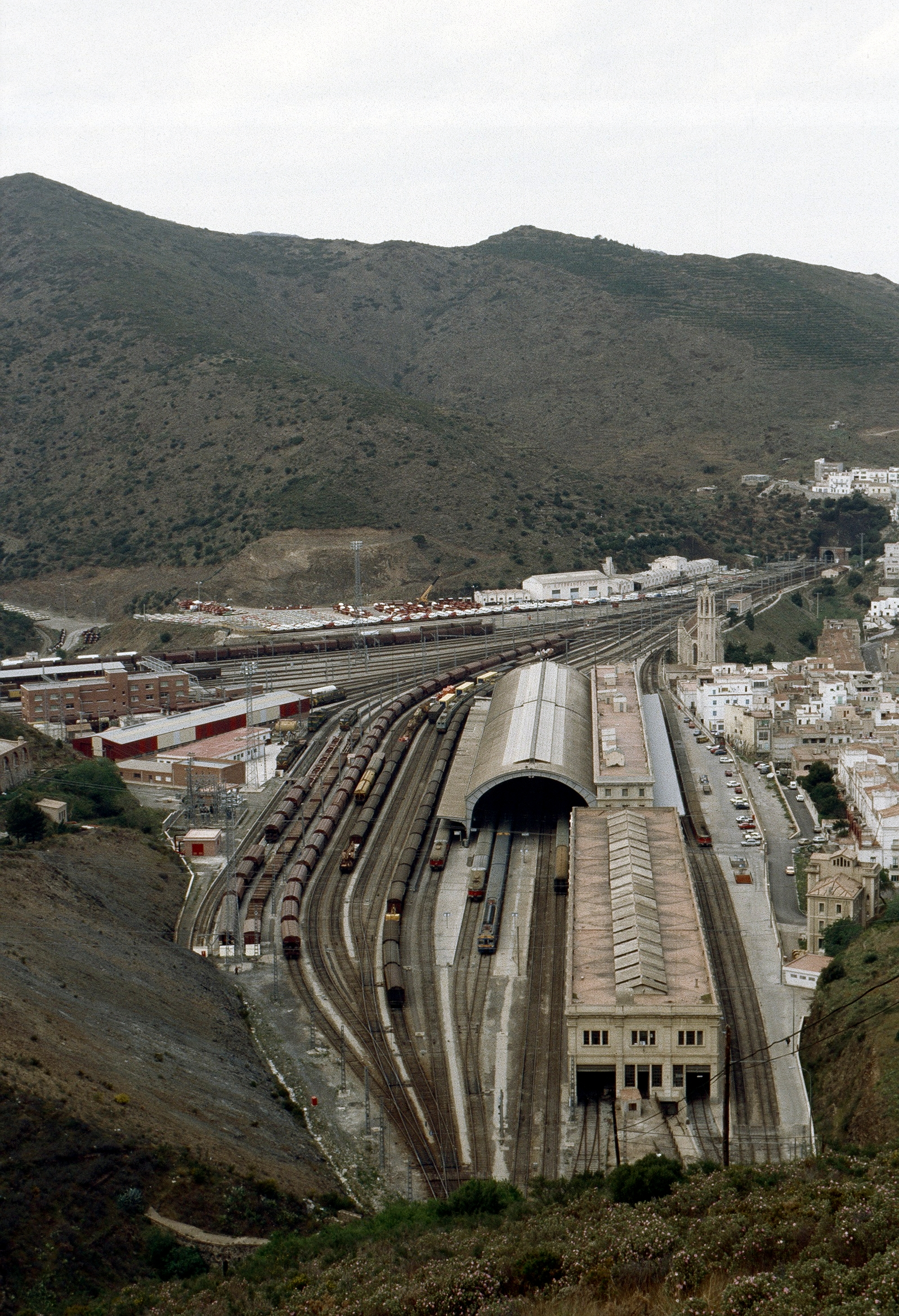
Bahnhof Portbou, die Grenze verläuft auf dem im Hintergrund sichtbaren Bergkamm, 1989

Der Bahnhof Portbou ist – neben dem Bahnhof Hendaye an der Atlantikküste – der wichtigste Grenzbahnhof zwischen Spanien und Frankreich. Der Übergang von französischer Normalspur zu spanischer Breitspur macht in Portbou oder dem benachbarten französischen Grenzbahnhof Cerbère den Umstieg von Personen und das Umladen der Fracht erforderlich. Für Talgo-Züge mit speziell angepassten Fahrwerken gab es – bis zur Einstellung dieses Betriebs – in Portbou eine Umspuranlage. Auf dem kurzen Abschnitt zwischen Portbou und Cerbère existieren Gleise beider Spurweiten.
Mit der Eröffnung der weiter westlich verlaufenden normalspurigen Hochgeschwindigkeitsstrecke LGV Perpignan–Figueres im Dezember 2010 ging die Bedeutung Portbous für den internationalen Schienenpersonenverkehr erheblich zurück.

## Tourismus
In Portbou endet ein Wanderweg, der im französischen Banyuls-sur-Mer beginnt und auf dem Wandernde in etwa sechs Stunden den von Lisa und Hans Fittko in der Zeit der nationalsozialistischen Diktatur zur Fluchthilfe genutzten Fluchtweg nachgehen können: die nach den Fittkos benannte „F-Route“ von Banyuls-sur-Mer in das spanische Portbou. Seit dem 24. Juni 2007 ist dieser Weg offiziell Ruta Walter Benjamin (französisch Chemin Walter Benjamin) benannt und als historischer Wanderweg markiert.

## Söhne und Töchter der Gemeinde
- Elisabet Bargalló i Estallo (* 1970), Synchronsprecherin
- Enric Bug (* 1957), Comicautor sowie Innen- und Industriedesigner
- Josep Cid Pacareu (1901–1956), Komponist
- Ramon Crusi i Moré (1926–2013), Autor
- Jaime Durán (1884–?), Radrennfahrer
- Tomàs Espresate i Pons (1904–1994), Politiker
- Fabián Estapé (1923–2012), Wirtschaftswissenschaftler
- Juan García Carrés (1928–1986), Dirigent
- Manuel Garcia i Ribes (1907–1978), Fußballspieler
- Frederic Marès i Deulovol (1893–1991), Bildhauer
- Francesc Marsà Gómez (1924–1998), Philologe
- Marià Massalleras Sans (1897–1953), Komponistin
- Mireia Mata i Solsona (* 1967), Philologin und Politikerin
- Maria Mercè Roca (* 1958), Autorin
- Ferran Roquer Padrosa (* 1967), Wirtschaftswissenschaftler und Politiker
- Ángeles Santos Torroella (1911–2013), Malerin
- Rafael Santos i Torroella (1914–2002), Autor
- Ernest Sunyer i Curtiella (1889–1946), Musiker und Komponist
- Juli Sunyer Roig (1888–1957), Schachspieler